# Bee Gees Starportrait International
A Bee Gees Starportrait International című lemez a Bee Gees Németországban  kiadott 2 LP-s válogatáslemeze.
A lemezen a kora 68–70-es évek dalai szerepnek.

## Az album dalai
LP1
1. Don't Forget To Remember (Barry, Robin és Maurice Gibb) – 3:26
2. I Started A Joke (Barry, Robin és Maurice Gibb) – 3:07
3. Idea (Barry, Robin és Maurice Gibb) – 2:45
4. The Singer Sang His Song(Barry, Robin és Maurice Gibb) – 3:04
5. Tomorrow Tomorrow (Barry Gibb, Maurice Gibb) – 3:53
6. To Love Somebody (Barry és Robin Gibb) – 2:57
7. New York Mining Disaster 1941 (Barry és Robin Gibb) – 2:10
8. Harry Braff (Barry, Robin és Maurice Gibb) – 3:17
9. Really And Sincerely (Barry, Robin és Maurice Gibb) – 3:26
10. Never Say Never Again (Barry, Robin és Maurice Gibb) – 3:26
11. Swan Song (Barry, Robin és Maurice Gibb) – 2:58
12. World (Barry, Robin és Maurice Gibb) – 3:06

LP2
1. First Of May (Barry, Robin és Maurice Gibb) – 2:49
2. I've Decided To Join The Air Force (Barry, Robin és Maurice Gibb) – 2:12
3. Holiday (Barry és Robin Gibb) – 2:54
4. Suddenly (Barry, Robin és Maurice Gibb) – 2:28
5. Indian Gin & Whisky Dry (Barry, Robin és Maurice Gibb) – 1:59
6. Words (Barry, Robin és Maurice Gibb) – 3:16
7. Massachusetts (Barry, Robin és Maurice Gibb) – 2:21
8. Kitty Can (Barry, Robin és Maurice Gibb) – 2:38
9. And The Sun Will Shine (Barry, Robin és Maurice Gibb) – 3:32
10. Horizontal (Barry, Robin és Maurice Gibb) – 3:31
11. I've Gotta Get A Message To You (Barry, Robin és Maurice Gibb) – 3:01
12. Lamplight (Barry, Robin és Maurice Gibb) – 4:43

## Közreműködők
- Bee Gees
- Colin Peterson – dob
- Vince Melouney – gitár
- Bill Shepherd  és zenekara